# Municipio de Santiago Zoochila
El municipio de Santiago Zoochila es uno de los 570 municipios del estado mexicano de Oaxaca. Su cabecera es la localidad de Santiago Zoochila.

## Geografía
El municipio de Santiago Zoochila colinda al norte con los municipios de Santa María Yalina y San Bartolomé Zoogocho; al este con el municipio de San Baltazar Yatzachi el Bajo; al sur con el municipio de San Francisco Cajonos; y al oeste con el municipio de Santiago Laxopa.

## Localidades
El municipio de Santiago Zoochila cuenta con una localidad.
| Localidad         | Población (2020) |
| ----------------- | ---------------- |
| Santiago Zoochila | 425              |

## Gobierno
El municipio de Santiago Zoochila se rige mediante el sistema de usos y costumbres.
| Presidente municipal        | Periodo   |
| --------------------------- | --------- |
| Nicanor Sigüenza Illescas   | 1996      |
| Teódulo León Montes         | 1997      |
| José Cruz Luna              | 1998      |
| Emiliano Cruz Hernández     | 1999      |
| Atalino Mesinas Illescas    | 2000      |
| Irineo Pérez Zárate         | 2001      |
| Teodocio Luna Cruz          | 2002-2004 |
| Aarón Rodríguez Sigüenza    | 2005-2007 |
| Víctor Cruz Cruz            | 2008-2010 |
| José Hernández Ríos         | 2011-2013 |
| Floriberto Cruz Luna        | 2013-2014 |
| Alberto Diego Cortázar Cruz | 2015-2016 |
| Marcelo Alcazar Cruz        | 2017-2019 |
| Ezhau Ignacio Ríos Sánchez  | 2020-2022 |
| Manuela Veneranda Luna Ríos | 2023-2025 |